# Reloj con energía solar
Un reloj alimentado con energía solar, reloj solar o reloj fotovoltaico, es un dispositivo cronométrico que funciona total o parcialmente mediante la energía suministrada por una célula fotoeléctrica.

## Historia

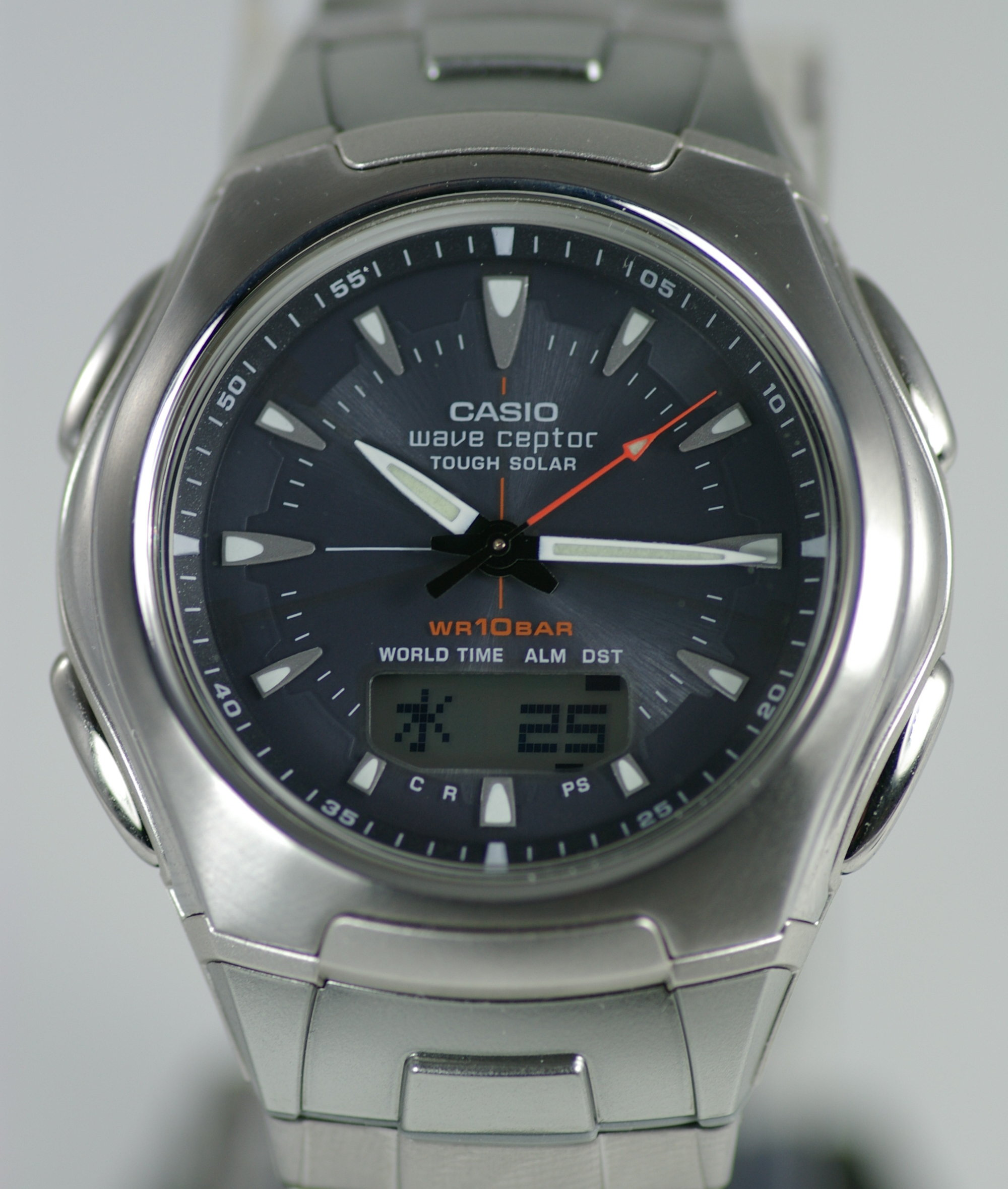
Un reloj Casio alimentado con energía solar, fabricado hacia 2009

Un modelo producido a partir de 1978 por la Riehl Time Corporation se describía simplemente como un reloj que funcionaba con energía solar, equipado con «células de silicio» para «absorber energía de la luz solar natural, de la luz del día o de una bombilla normal».
Algunos de los primeros relojes solares de la década de 1970 tenían diseños innovadores y únicos para acomodar el conjunto de células de captación de energía solar fotovoltaica necesarias para alimentarlos (Synchronar, Nepro, Sicura y algunos modelos de Cristalonic, Alba, Rhythm, Seiko y Citizen). En 1996, Citizen comenzó a vender relojes analógicos alimentados con luz bajo el nombre de Eco-Drive. Desde su introducción, los dispositivos fotovoltaicos han mejorado enormemente su eficiencia y, por lo tanto, su capacidad. Los fabricantes de relojes habían desarrollado su tecnología de tal manera que, en 2009, los relojes que funcionan con energía solar se convirtieron en una parte importante de su gama. Varios otros fabricantes de relojes también utilizan tecnología solar, como Orient. Junghans, Casio y Seiko.
Los relojes económicos que funcionan con energía solar se vendieron por primera vez en la década de 1980 y fueron populares entre los niños, para los que se diseñan modelos específicos.

## Detalles tecnológicos
Por lo general, la luz del sol o artificial son absorbidas por un panel solar situado detrás del cristal. La esfera está en una capa por encima o directamente sobre el panel solar, que convierte la luz en energía eléctrica para impulsar el reloj. Generalmente, la energía se almacena en una celda recargable, que permite que el reloj siga en marcha por la noche o cuando está cubierto (como por ejemplo, en el caso de la ropa del usuario). Los relojes Citizen utilizan una batería de ion de litio para almacenar suficiente energía para alimentar el reloj hasta cinco años sin exposición a la luz, permitiendo que el dispositivo entre en un modo de ahorro de energía o hibernación, durante el que el segundero se detiene hasta que el reloj se vuelve a exponer a la luz. No todos tienen un modo de ahorro de energía, pero aun así mantienen la carga durante seis meses, como las versiones analógicas sencillas (solo fecha) fabricadas por Citizen.